# Bucyrus (Dakota del Nord)
Bucyrus è un centro abitato (city) degli Stati Uniti, situato nella Contea di Adams nello Stato del Dakota del Nord. Nel censimento del 2010 la popolazione era di 27 abitanti. La città è stata fondata nel 1908.

## Geografia fisica
Secondo i rilevamenti dell'United States Census Bureau, la località di Bucyrus si estende su una superficie di 0,9 km², tutti occupati da terre.

## Società

### Censimento del 2000
Secondo il censimento del 2000, a Bucyrus vivevano 26 persone, ed erano presenti 7 gruppi familiari. La densità di popolazione era di 29,2 ab./km². Nel territorio comunale si trovavano 16 unità edificate. Per quanto riguarda la composizione etnica degli abitanti, il 100% era bianco.
Per quanto riguarda la suddivisione della popolazione in fasce d'età, il 3,8% era al di sotto dei 18, il 15,4% fra i 18 e i 24, il 19,2% fra i 25 e i 44, il 46,2% fra i 45 e i 64, mentre infine il 15,4% era al di sopra dei 65 anni di età. L'età media della popolazione era di 49 anni. Per ogni 100 donne residenti vivevano 116,7 maschi.

### Censimento del 2010
Secondo il censimento del 2010, a Bucyrus vivevano 27 persone, ed erano presenti 8 gruppi familiari. La densità di popolazione era di 29,5 ab./km². Nel territorio comunale si trovavano 17 unità edificate. Per quanto riguarda la composizione etnica degli abitanti, il 100% era bianco.
Per quanto riguarda la suddivisione della popolazione in fasce d'età, il 29,6% era al di sotto dei 18, il 3,7% fra i 18 e i 24, il 22,2% fra i 25 e i 44, il 25,9% fra i 45 e i 64, mentre infine il 18,4% era al di sopra dei 65 anni di età. L'età media della popolazione era di 35,5 anni. Il 48,1% della popolazione era di sesso maschile, mentre il 51,9% era di sesso femminile.

### Evoluzione demografica
Abitanti censiti